# صباح سنهوري
صباح بابكر إبراهيم سنهوري وتشتهر باسم صباح سنهوري (مواليد 18 ديسمبر 1990) هي كاتبة قصص قصيرة سودانية.

## السيرة الذاتية

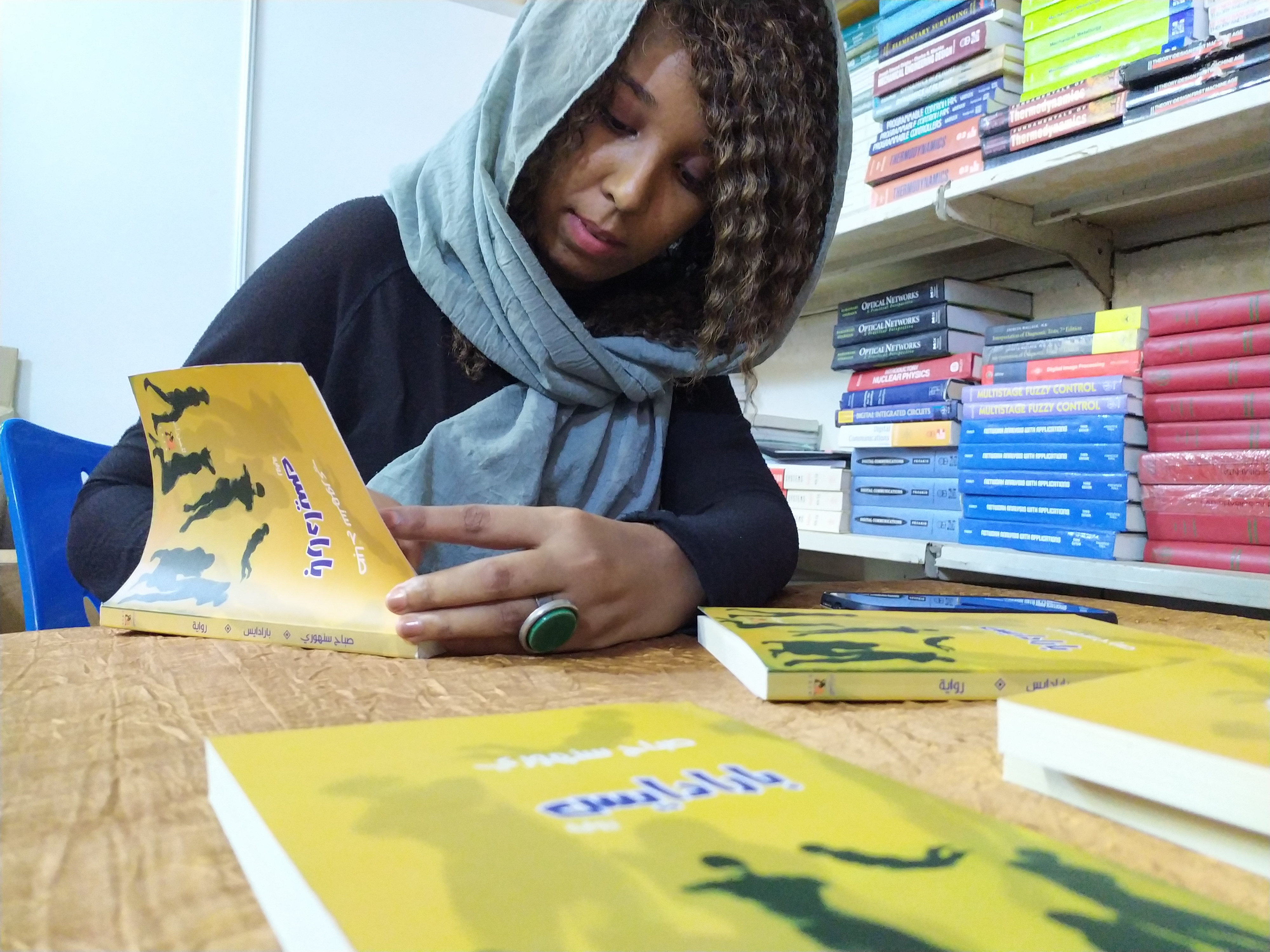
صباح في حفل توقيع روايتها بارادايس

تفاجئ الشارع الثقافي السوداني يوم السادس من أبريل عام 2009 بفوز صباح بجائزة الطيب صالح للقصة القصيرة عن مركز عبد الكريم ميرغني الثقافي في دورتها الأولى عام 2009 عن قصتها «العزلة»، ولم تكن صباح ذات شهرة في الوسط الثقافي حيث كانت في سن الثامنة عشرة فقط. نُشِرت القصة بالعربية وترجمت إلى الفرنسية والإنجليزية، كما صدر فيلم «العزلة» المبني على القصة للمخرج الأردني برهان سعادة عام 2013.
دعيت صباح عام 2014 لبرنامج جامعة آيوا الدولي للكتابة. وصدر لها عن دار ميريت للنشر بالقاهرة المجموعة القصصية الأولى لها «مرايا» في العام ذاته. كما دعيت في سبتمبر 2016 للعاصمة الألمانية برلين للمشاركة في المهرجان الدولي للأدب، وعام 2019 لمهرجان الأدب الأفريقي العابر للحدود في كولونيا، ألمانيا.
وبجانب عملها كاتبة للمقالات والشعر والقصص الخيالية، نشطت صباح كموجهة للكتاب السودانيين الشباب من خلال تنظيمها لورش عمل في مختلف مدن السودان، من بينها القضارف وبورتسودان وود مدني والخرطوم. وتراوحت أعمار المشاركين في تلك الورش بين 18 و28 عام. وتمت رعاية بعض تلك الورش بواسطة السفارة الإيطالية في السودان ومعهد جوته الألماني في الخرطوم. صباح أيضًا عضوة في اتحاد الكتاب السودانيين، ولها خطاب تيدكس عام 2018 عن نهجها في الكتابة.
أما أولى رواياتها «بارادايس»، قصدرت عن دار المصورات للنشر والتوزيع عام 2019 في الخرطوم.

## الجوائز
- جائزة الطيب صالح للقصة القصيرة، الدورة الأولى، عن قصة «العزلة»، 2009[1][6]

## مؤلفاتها
| م | العمل    | عام الإصدار | الناشر                         | عدد الصفحات | رقم تعريفي                             | مراجع                |
| - | -------- | ----------- | ------------------------------ | ----------- | -------------------------------------- | -------------------- |
| 1 | العزلة   | 2009        | مركز عبد الكريم ميرغني الثقافي | 111         |                                        | [ 13 ]               |
| 2 | مرايا    | 2014        | دار ميريت للنشر والمعلومات     | 56          |                                        | [ 14 ] [ 15 ] [ 16 ] |
| 3 | بارادايس | 2019        | دار المصورات للنشر والتوزيع    | 175         | (ردمك 9994257900، وردمك 9789994257904) | [ 17 ] [ 18 ]        |

## روابط خارجية
- الموقع الرسمي
- العرض الترويجي لفيلم «العزلة» المبني على قصة صباح. (يوتيوب)
- خطابها في مؤتمر تيد. (يوتيوب)